# Before the Mountain Was Moved
Before the Mountain Was Moved (deutsch Bevor der Berg bewegt wurde) ist ein US-amerikanischer Dokumentarfilm von Robert K. Sharpe aus dem Jahr 1970, der für und mit seinem Film für einen Oscar nominiert wurde.

## Inhalt
In Raleigh County in West Virginia, wo Tagebau zum Abbau von Steinkohle betrieben wird, setzt sich eine Gruppe von armen Menschen zur Wehr als nicht nur deren Häuser bei diesen Arbeiten Schaden nehmen, sondern auch ihre Grundstücke durch Schlammlawinen verunreinigt werden. Schwer hinzunehmen ist auch, dass die Landschaft verschandelt wird und ganze Wälder in Mitleidenschaft gezogen werden, selbst vor einem Friedhof wird nicht haltgemacht. Die Abholzung hat zur Folge, dass sich bei starken Regenfällen Schlammlawinen bilden und in Bewegung setzen. Die Teiche werden mit Wasser vollgepumpt, während das Vieh nicht genug zu trinken hat, da die Bachbetten zugeschüttet sind, Wildtiere und Fische leiden. Ellis Bailey, ein Betroffener, erzählt, dass der Tagebau das Recht armer Menschen mit Füßen trete und mehr dazu beigetragen habe, der armen Bevölkerungsschicht ihre Lebensgrundlagen zu nehmen, als alles andere, was jemals in ihrer Gegend stattgefunden habe. Auch arme Menschen hätten das Recht, das Leben genießen zu dürfen, dieses werde ihnen aber durch die Zerstörungen genommen.
Die von den Beeinträchtigungen betroffenen Menschen schließen sich zusammen, um den Gesetzgeber zum Handeln zu zwingen. Man will erreichen, dass in den Bundesstaaten strengere Gesetze verabschiedet werden, die die Bürger davor schützen, den Interessen der Betreiber anheimzufallen. Mutig stehen sie gegen die Kohlelobby auf, um ein Gesetz zu erwirken, das ihre Rechte berücksichtigt. 
Der Film zeigt, dass Menschen ihre Komfortzone durchaus verlassen können, wenn es für sie um etwas geht, was ihnen wichtig ist.
Nachwort: „This was a true story. It was portrayed by the people who lived it.“ („Dies war eine wahre Geschichte, die von den Menschen dargestellt wurde, die sie erlebt haben.“)

## Produktionsnotizen
Produziert wurde der Film von Robert K. Sharpe Productions for Office of Economic Opportunity, vertrieben durch O.E.O. Productions. In den Vereinigten Staaten wurde Before the Mouuntain Was Moved im März 1970. Im November 1970 wurde der Film auf dem Chicago International Film Festival vorgestellt.

## Auszeichnungen
Academy Awards, USA 1970
- Nominierung für Robert K. Sharpe für und mit seinem Film Before the Mountain Was Moved in der Kategorie „Bester Dokumentarfilm“

Chicago International Film Festival 1970
- Nominierung für den Gold Hugo in der Kategorie „Bester Kurzfilm“